# Sân bay Hulunbuir Hailar
Hailar Đông Sơn là một sân bay ở Hailar, Nội Mông Cổ, Cộng hòa Nhân dân Trung Hoa(IATA: HLD, ICAO: ZBLA).

## Các hãng hàng không và tuyến bay
Lưu ý: In đậm là các tuyến bay quốc tế.
| Hãng hàng không       | Các điểm đến                           |
| --------------------- | -------------------------------------- |
| Air China             | Bắc Kinh-Thủ đô, Chita, Hô Hòa Hạo Đặc |
| China United Airlines | Bắc Kinh-Nam Uyển                      |
| Hainan Airlines       | Bắc Kinh-Thủ đô                        |
| Eznis Airways         | Ulaan Baatar                           |